# فصادة الكريات الحمر
فصادة الكريات الحمر (بالإنجليزية: Erythrocytapheresis)‏ هي عملية فصادة يتم فيها فصل كريات الدم الحمراء عن الدم الكامل.
في هذه الطريقة، يمكن فصل كريات الدم عن بقية مكونات الدم الذي يتبرع به الواهب للمريض ثم إعادة الدم المتبقي إلى جهاز دوران المتبرع.